# Stacey Kemp

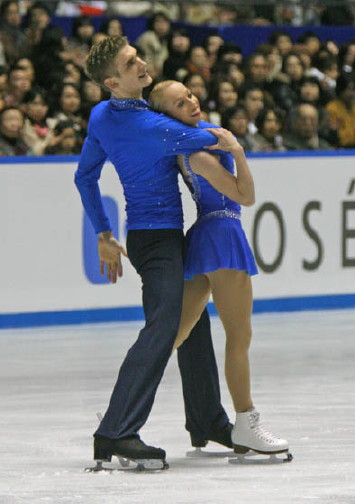
Stacey Kemp / David King

Stacey Kemp (Preston, 25 juli 1988) is een Britse (Engels) kunstschaatsster.
Kemp is actief in het paarrijden en haar vaste schaatspartner sinds 2005 is David King. Hun huidige trainers zijn Lyndon Johnston, Jim Peterson en Alison Smith. Voorheen werden ze getraind door de Amerikaan Jeremy Barrett, het Poolse echtpaar Mariusz Siudek en Dorota Siudek-Zagórska, Dawn Spendlove en Steven Pickervance.

## Persoonlijke records
| records             | punten | datum      | toernooi         |
| ------------------- | ------ | ---------- | ---------------- |
| Hoogste totaalscore | 146.30 | 27-09-2013 | Nebelhorn Trophy |
| Hoogste korte kür   | 051.33 | 26-09-2013 | Nebelhorn Trophy |
| Hoogste vrije kür   | 094.97 | 27-09-2013 | Nebelhorn Trophy |

## Belangrijke resultaten
| Kampioenschap           | 04/05 | 05/06 | 06/07 | 07/08 | 08/09 | 09/10 | 10/11 | 11/12 | 12/13 | 13/14              |
| ----------------------- | ----- | ----- | ----- | ----- | ----- | ----- | ----- | ----- | ----- | ------------------ |
| Olympische Spelen       |       |       |       |       |       | 16e   |       |       |       | 19e paren 10e team |
| Wereldkampioenschap     |       | 17e   | 17e   | 15e   | 13e   | 16e   | 17e   | 19e   | 15e   |                    |
| Europees kampioenschap  |       | 11e   | 11e   | 06e   | 11e   | 11e   | 08e   | 09e   | 10e   | 13e                |
| Nationaal Kampioenschap |       | Goud  | Goud  | Goud  | Goud  | Goud  | Goud  | Goud  | Goud  | Zilver             |
| WK junioren             | 11e   |       |       |       |       |       |       |       |       |                    |
| NK Junioren             | Goud  |       |       |       |       |       |       |       |       |                    |